# Colin Forbes (Eishockeyspieler)
Colin Forbes (* 16. Februar 1976 in New Westminster, British Columbia) ist ein ehemaliger kanadischer Eishockeyspieler, der im Verlauf seiner aktiven Karriere zwischen 1994 und 2011 unter anderem 324 Spiele für die Philadelphia Flyers, Tampa Bay Lightning, Ottawa Senators, New York Rangers und Washington Capitals in der National Hockey League auf der Position des Stürmers bestritten hat. Darüber hinaus war Forbes fünf Jahre lang in der Deutschen Eishockey Liga für die Adler Mannheim und den ERC Ingolstadt aktiv.

## Karriere

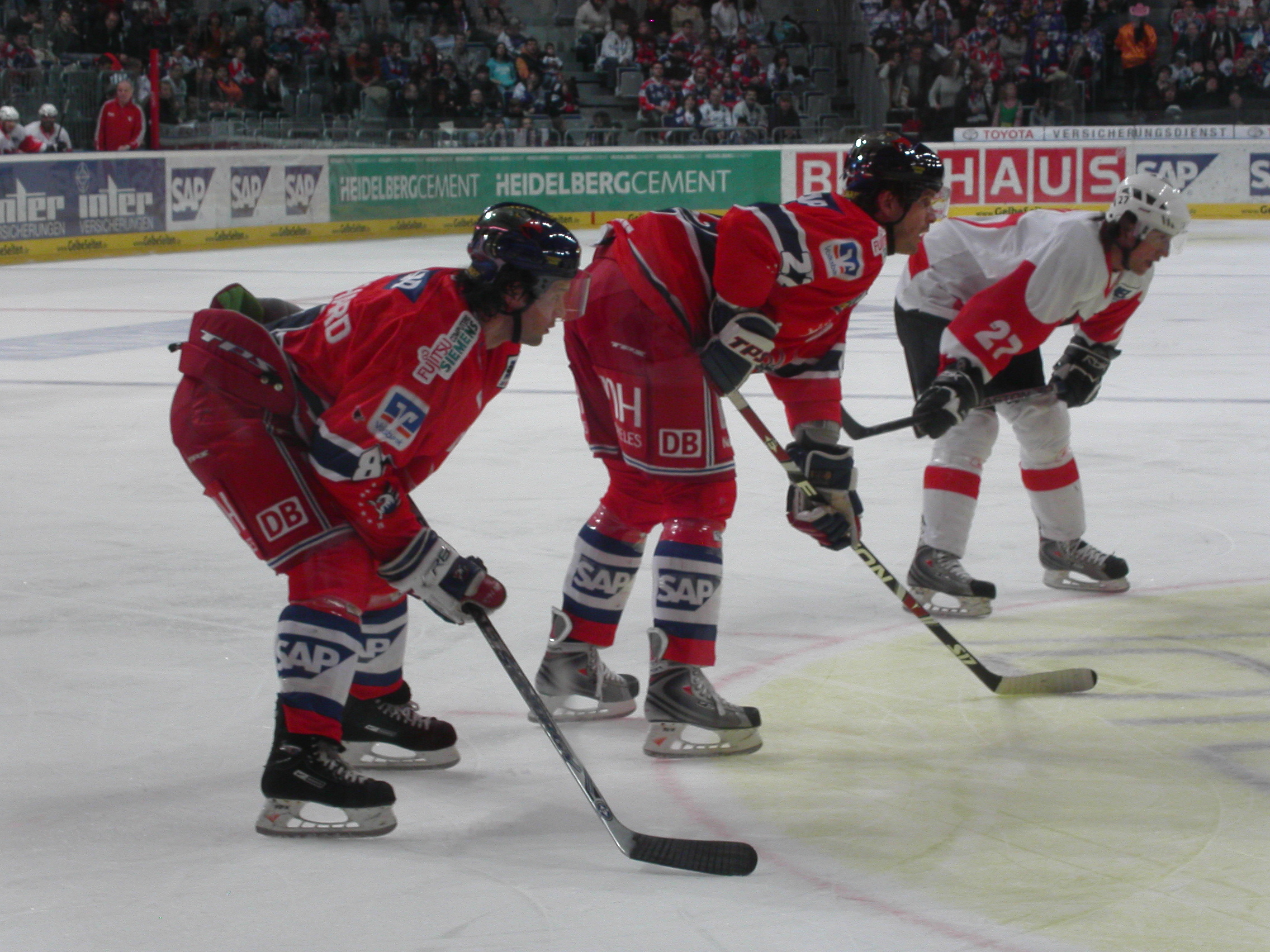
Colin Forbes (Mitte), neben François Bouchard und Justin Cox (rechts)

Forbes wurde beim NHL Entry Draft 1994 an 166. Stelle von den Philadelphia Flyers aus der National Hockey League (NHL) ausgewählt. Zu diesem Zeitpunkt war er für die Sherwood Park Crusaders in der Alberta Junior Hockey League (AJHL) aktiv gewesen. Anschließend wechselte der Stürmer im Juniorenbereich zu den Portland Winter Hawks in die Western Hockey League (WHL). Dort war er zwei Jahre aktiv. Nachdem er bereits zum Ende der Saison 1995/96 seine ersten Profieinsätze für Philadelphias Farmteam, die Hershey Bears, in der American Hockey League (AHL) absolviert hatte, stand er ab dem folgenden Spieljahr für deren neuen Kooperationspartner Philadelphia Phantoms in der derselben Liga auf dem Eis. Im Verlauf der Saison 1996/97 absolvierte er zudem seine ersten drei NHL-Spiele für die Flyers. Bis 1999 spielte der Kanadier abwechselnd bei den Flyers und deren Farmteam in der AHL, ohne sich in der NHL durchsetzen zu können.
Dies änderte sich mit seinem Wechsel zu den Tampa Bay Lightning im März 1999, als er gemeinsam mit einem Viertrunden-Wahlrecht im NHL Entry Draft 1999 gegen Mikael Andersson und Sandy McCarthy. Dort gehörte Forbes – wie auch ab November 1999, als er für Bruce Gardiner zu den Ottawa Senators transferiert wurde – zum Stammpersonal. Nach einem kurzen Gastspiel bei den New York Rangers, die ihn für Éric Lacroix erworben hatten, während der Saison 2000/01 wechselte der Linksschütze zu den Washington Capitals. Bei den Hauptstädtern konnte ihm der Durchbruch, anders als bei seinen vorherigen Teams, jedoch nicht gelingen und so verbrachte er die größte Zeit bei Farmteams in der AHL. Mit den Hershey Bears gewann er dabei das Calder-Cup-Finale.
Anschließend wechselte Forbes nach Deutschland zu den Adler Mannheim, mit denen er 2007 die Deutsche Meisterschaft und den Deutschen Eishockeypokal gewann. In Mannheim stand er bis 2010 unter Vertrag. Danach spielte er beim ERC Ingolstadt. 2011 beendete Forbes seine Laufbahn.

## Erfolge und Auszeichnungen
- 2006 Calder-Cup-Gewinn mit den Hershey Bears
- 2007 Deutscher Pokalsieger mit den Adler Mannheim
- 2007 Deutscher Meister mit den Adler Mannheim

## Karrierestatistik
(Legende zur Spielerstatistik: Sp oder GP = absolvierte Spiele; T oder G = erzielte Tore; V oder A = erzielte Assists; Pkt oder Pts = erzielte Scorerpunkte; SM oder PIM = erhaltene Strafminuten; +/− = Plus/Minus-Bilanz; PP = erzielte Überzahltore; SH = erzielte Unterzahltore; GW = erzielte Siegtore; 1 Play-downs/Relegation; Kursiv: Statistik nicht vollständig)